# Śluzowoszczka międzyrzecka
Śluzowoszczka międzyrzecka (Tulasnella pallida Bres.) – gatunek grzybów z rodziny śluzowoszczkowatych (Tulasnellaceae).

## Systematyka i nazewnictwo
Pozycja w klasyfikacji według Index Fungorum: Tulasnella, Tulasnellaceae, Cantharellales, Incertae sedis, Agaricomycetes, Agaricomycotina, Basidiomycota, Fungi.
Po raz pierwszy takson ten opisał w 1903 r. Giacomo Bresàdola na podstawie przysłanych mu okazów zielnikowych zebranych przez Bogumira Eichlera w Polsce.
Synonim: Tulasnella albolilacea Bourdot & Galzin 1924.
Nazwę polską zaproponował Władysław Wojewoda w 2003 r. Nazwę gatunkową utworzył od miejscowości Międzyrzec Podlaski, w której B. Eichler zbierał okazy grzybów i jako pierwszy podał wiele nowych ich stanowisk w Polsce.

## Morfologia
Grzyb nadrzewny o rozpostartych owocnikach. Charakteryzuje się elipsoidalnymi, podłużnymi lub szeroko wrzecionowatymi bazydiosporami, które mają tendencję do zwężania się w obu końcach. Szerokość zarodników zwykle przekracza 4 μm.

## Występowanie
Podano występowanie śluzowoszczki międzyrzeckiej głównie w Europie, poza nią we wschodniej części Kanady i na Uralu. W Europie znana jest w co najmniej 10 krajach. W Polsce do 2003 r. W. Wojewoda przytoczył 5 stanowisk. Według niego częstość występowania i stopień zagrożenia tego gatunku w Polsce nie są dokładnie znane. Trzy nowe stanowiska tego gatunku podał Marcin Piątek w 2004 r. Nowe stanowiska podaje także internetowy atlas grzybów. Śluzowoszczka międzyrzecka zaliczona w nim jest do gatunków rzadkich.
Występuje w lasach mieszanych i liściastych na martwym drewnie. W Polsce notowana głównie na drewnie dębów i wierzb.